# Elassochirus cavimanus
Elassochirus cavimanus is een tienpotigensoort uit de familie van de Paguridae. De wetenschappelijke naam van de soort is voor het eerst geldig gepubliceerd in 1879 door Miers.